# Federico Crivelli
Federico Crivelli (José Mármol, Argentina. 28 de enero de 1982) es un exfutbolista argentino que jugaba de arquero, su último club fue Temperley

## Trayectoria

### Inicios
Comenzó su carrera a los 6 años jugando para el Club El Fogón de  José Mármol. En aquella categoría 82, jugó con Agustín Pelletieri y Leonel Ríos, formando parte de un muy buen equipo que llegó a ser campeón de varios campeonatos. Luego, continuó su carrera en Brown de Adrogué haciendo casi todas las inferiores allí, hasta llegar a Boca Juniors para formar parte de la 5.ª División de ese club.

### Temperley
Transcurridos casi 3 años en el club de la rivera, en el año 2002, emigró hacia el Club Atlético Temperley, club en el cual jugó más de 200 partidos y convirtió 3 goles.
En el año 2012, regresa al club que lo vio nacer e implantarse como figura indiscutida del equipo. En el año 2014, se convirtió en el arquero con más partidos jugados en dicho club. También es el Jugador con más presencias.

### Talleres CBA
A mitad del 2010 lo transfirieron al Club Atlético Talleres en calidad de préstamo por 1 año.
En el club cordobés jugó 35 partidos logrando la clasificación a la segunda fase del Torneo Argentino A, pero no pudo consumar el ascenso a la B Nacional

### Gimnasia de Jujuy
Llega a Gimnasia y Esgrima de Jujuy para jugar la B Nacional cedido por el Club Atlético Temperley por 1 año y con opción de compra.

## Clubes
- Actualizado el 20 de junio de 2022

| Equipo                       | Div.    | Temporada | Liga | Liga | Copas Nacionales | Copas Nacionales | Copas Internacionales | Copas Internacionales | Total | Total |
| Equipo                       | Div.    | Temporada | PJ   | GR   | PJ               | GJ               | PJ                    | GR                    | PJ    | GR    |
| ---------------------------- | ------- | --------- | ---- | ---- | ---------------- | ---------------- | --------------------- | --------------------- | ----- | ----- |
| Temperley Argentina          |         |           |      |      |                  |                  |                       |                       |       |       |
| 3ª                           | 2002/10 | 152       | -133 | -    | -                | -                | -                     | 152                   | -133  |       |
| 3ª                           | 2012/13 | 38        | -35  | -    | -                | -                | -                     | 38                    | -35   |       |
| 3ª                           | 2013/14 | 39        | -37  | 2    | -3               | -                | -                     | 41                    | -40   |       |
| 2ª                           | 2014    | 20        | -29  | -    | -                | -                | -                     | 20                    | -29   |       |
| 1ª                           | 2015    | 30        | -29  | 2    | -2               | -                | -                     | 32                    | -31   |       |
| 1ª                           | 2016    | 16        | -20  | -    | -                | -                | -                     | 16                    | -20   |       |
| 2ª                           | 2019/20 | 6         | -7   | 1    | 0                | -                | -                     | 7                     | -7    |       |
| 2ª                           | 2020-T  | 0         | 0    | -    | -                | -                | -                     | 0                     | 0     |       |
| 2ª                           | 2021    | 9         | -10  | -    | -                | -                | -                     | 9                     | -10   |       |
| 2ª                           | 2022    | 1         | 2    | -    | -                | -                | -                     | 1                     | 2     |       |
| Total                        | Total   | 311       | -302 | 5    | -5               | -                | -                     | 316                   | -307  |       |
| Talleres (Córdoba) Argentina |         |           |      |      |                  |                  |                       |                       |       |       |
| 3ª                           | 2010/11 | 35        | -47  | -    | -                | -                | -                     | 35                    | -47   |       |
| Total                        | Total   | 35        | -47  | -    | -                | -                | -                     | 35                    | -47   |       |
| Gimnasia (J) Argentina       |         |           |      |      |                  |                  |                       |                       |       |       |
| 2ª                           | 2011/12 | 17        | -24  | -    | -                | -                | -                     | 17                    | -24   |       |
| Total                        | Total   | 17        | -24  | -    | -                | -                | -                     | 17                    | -24   |       |
| Jaguares de Chiapas · México |         |           |      |      |                  |                  |                       |                       |       |       |
| 1ª                           | 2016-17 | 1         | -2   | -    | -                | -                | -                     | 1                     | -2    |       |
| Total                        | Total   | 1         | -2   | -    | -                | -                | -                     | 1                     | -2    |       |
| Tigre Argentina              |         |           |      |      |                  |                  |                       |                       |       |       |
| 1ª                           | 2017-18 | 13        | -14  | -    | -                | -                | -                     | 13                    | -14   |       |
| Total                        | Total   | 13        | -14  | -    | -                | -                | -                     | 13                    | -14   |       |
| Boca Unidos Argentina        | 3ª      | 2019      | 1    | 0    | 0                | 0                | -                     | -                     | 1     | 0     |
| Boca Unidos Argentina        | Total   | Total     | 1    | 0    |                  | -                | -                     | -                     | 13    | -14   |
| Total                        | Total   | Total     | 367  | -379 | 5                | -5               | -                     | -                     | 372   | -384  |

## Distinciones individuales
- Premio Alumni 2014 a Jugador Destacado de la Primera B Metropolitana.[1][2]